# La Raya, Michoacán de Ocampo
La Raya är en ort i Mexiko.   Den ligger i kommunen Tepalcatepec och delstaten Michoacán de Ocampo, i den södra delen av landet, 400 km väster om huvudstaden Mexico City. La Raya ligger 329 meter över havet och antalet invånare är 129.
Terrängen runt La Raya är huvudsakligen platt, men åt sydväst är den kuperad. Terrängen runt La Raya sluttar österut. Runt La Raya är det ganska glesbefolkat, med 30 invånare per kvadratkilometer. Närmaste större samhälle är Tepalcatepec, 8,3 km nordväst om La Raya. Trakten runt La Raya består till största delen av jordbruksmark.